# Vampire Clan
Vampire Clan è un film horror diretto dal regista John Webb. È basato sulla vera storia dell'adolescente americano Rod Ferrell che nel novembre del 1996 a soli 16 anni, uccise brutalmente una coppia residente a Eustis in Florida con la complicità di altri quattro ragazzini.

## Trama
Rod Ferrell è un sedicenne annoiato dalla vita che vive nella piccola città di Murray nello Stato del Kentucky. Convinto di essere un vero vampiro di 500 anni, Ferrell è intenzionato ad intraprendere un folle viaggio per uccidere e bere il sangue di molte persone per poter acquisire dei super poteri ed aprire così "I Cancelli dell'Inferno". Con l'aiuto di quattro ragazzini, decide di partire alla volta della Florida, dove avrà inizio alla sua sete di sangue...